# Réseau interurbain de la Seine-Maritime
Le réseau interurbain de la Seine-Maritime désigne les lignes d'autocars interurbains du département de la Seine-Maritime.
Dans le cadre de la loi NOTRe, les régions ont récupéré la compétence transport aux départements. Depuis le 1er janvier 2020, ces lignes font partie du réseau régional unique Nomad.

## Réseau
Lignes au 1er septembre 2022 :
- 501 : La Gaillarde - Dieppe
- 502 : Le Tréport - Mers-les-Bains - Eu
- 503 : Caudebec-en-Caux - Yvetot
- 504 : Bréauté - Étretat
- 505 : Boissay - Catenay - Rouen
- 506 : Caudebec-en-Caux - Le Havre
- 507 : Bolbec - Fécamp
- 508 : Fécamp - Goderville - Le Havre
- 509 : Fécamp - Étretat - Le Havre
- 510 : Fécamp - Toussaint - Yvetot
- 511 : Roumare - Rouen
- 512 : Perriers-sur-Andelle - Le Mesnil-Esnard
- 513 : Saint-Valery-en-Caux - Fécamp
- 514 : Saint-Valery-en-Caux - Dieppe
- 515 : Saint-Saens - Bellencombre - Fécamp
- 516 : Londinières - Dieppe
- 517 : Berneval-le-Grand - Dieppe
- 518 : Envermeu - Saint-Nicolas-d'Aliermont - Dieppe
- 519 : Dieppe - Le Tréport - Eu
- 520 : Neufchâtel-en-Bray - Rouen
- 521 : Gamaches - Rouen
- 522 : Gournay-en-Bray - Vascoeuil - Rouen
- 523 : Tôtes - Dieppe
- 524 : Belmesnil - Dieppe
- 525 : Saint-Valery-en-Caux - Yvetot
- 526 : Yerville - Yvetot - Pavilly - Rouen
- 527 : Dieppe - Serqueux - Gisors
- 528 : Nointot - Bolbec - Bréauté
- 529 : Bosc-le-Hard - Clères - Montville - Rouen
- 530 : Caudebec-en-Caux - Rouen